# 水绘园
水绘园位于中国江苏省南通市如皋市碧霞路299号，2001年被列为第五批全国重点文物保护单位。
始建于明万历年间，为冒氏所有，明末清初冒襄即居于此，后渐衰败。乾隆时汪之珩在此建水明楼，形成现有格局。水明楼为一画舫式建筑，建于洗钵池旁，二层，楼上为客座、暖阁。

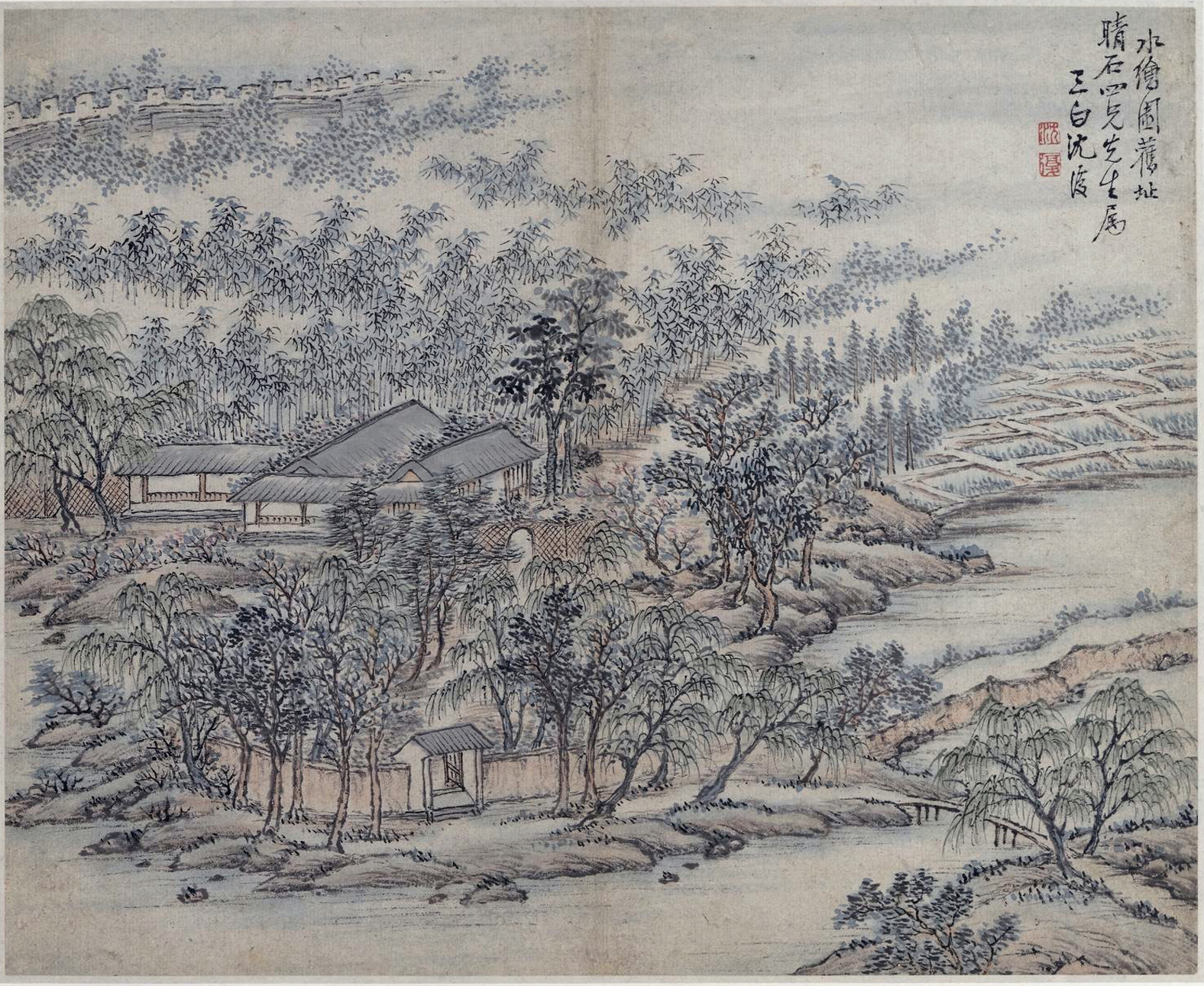
清朝学者沈复所绘水绘园